# Projeto MEarth
O Projeto MEarth é um projeto de busca robótica observacional por planetas em trânsito ao redor de estrelas anãs vermelhas financiado pela FNC dos Estados Unidos. O MEarth consiste em oito telescópios Ritchey-Chrétien medindo 40 cm utilizando Sistemas Óticos RC pareados com 2048 × 2048 Apogee U42 CCDs localizados no Observatório de Fred Lawrence Whipple no Monte Hopkins, Arizona, Estados Unidos.

## Planetas descobertos
- GJ 1214 b
- GJ 1132b
- LHS 1140b[1]